# Shonen
Shōnen (少年, "jongen") is een Japans woord dat gebruikt wordt als genrenaam voor een Japanse anime/manga die bedoeld is voor jongens. In tegenstelling tot shoujo (dat juist op meisjes mikt) bevat shounen-werk voornamelijk actie en humor, en spelen vrijwel altijd jongens de hoofdrol. Er is vaak aandacht voor teamsport en competitie. De hoofdpersonages werken vaak naar zelfverbetering toe. Deze zaken zijn echter geen verplichtingen, wat bijvoorbeeld te zien is in de manga Yotsuba&!. Shonenmanga zijn de populairste vorm van manga.
Akira Toriyama's Dragon Ball (1984–1995) wordt gezien als de grootste trendsetter voor shonenmanga vanaf de jaren 1980 tot heden. Vele hedendaagse shonenauteurs zoals Eiichiro Oda, Masashi Kishimoto, Tite Kubo, Hiro Mashima en Kentaro Yabuki halen hem aan als een grote invloed op hun werk.
Manga voor volwassen mannen wordt geclassificeerd met de term seinen. Meestal is hierbij het verhaal wat diepgaander, maar soms is de grens niet goed te leggen.

## Geschiedenis

### Voor Wereldoorlog II
Manga bestaat al sinds de 18de eeuw, maar richtte zich oorspronkelijk niet op een bepaald geslacht of leeftijd. Rond 1905 vond er een zware groei aan mangamagazines plaats. Vanaf dan begon men bepaalde demografieën te ontwikkelen, zoals jongens (shonen), meisjes (shojo) en kinderen (kodomo). Shōnen Sekai was een van de eerste shonenmagazines en bestond van 1895 tot 1914.

### Na Wereldoorlog II
De Bezetting van Japan die na Wereldoorlog II plaatsvond, had een grote impact op de Japanse cultuur vanaf de jaren 1950. De moderne manga ontwikkelde zich in deze periode. In deze periode focusten shonenmanga zich vooral op typische jongenszaken zoals sciencefiction en heldhaftige actievolle avonturen. Osamu Tezuka, bekend van zijn werk Astroboy, speelde een invloedrijke rol op manga. Tussen 1950 en 1969 groeide het Japanse publiek voor manga enorm. De markt werd gedomineerd door twee grote genres: shonen voor jongens en shojo voor meisjes.
Het tijdschrift Weekly Shōnen Jump werd in 1968 opgericht en is vandaag nog steeds het bestverkopende mangamagazine in Japan.
Sinds de jaren 1980 kwamen er meer vrouwelijke (hoofd)personages voor in shonenmanga. Voorbeelden van dergelijke reeksen zijn Inuyasha, Attack on Titan, Ranma ½, Fairy Tail, WataMote, Nisekoi, Strawberry Marshmallow en Soul Eater.

## Voorbeelden
Voorbeelden van shonenmanga en -anime zijn:
- Bleach
- Detective Conan
- Dragon Ball
- Fullmetal Alchemist
- Hunter X Hunter
- InuYasha
- Jojo’s bizarre adventure
- Naruto
- One Piece
- Shaman King